# Who Do You Think You Are
"Who Do You Think You Are" är en låt av den brittiska popgruppen Spice Girls. Låten skrevs av medlemmarna i bandet Emma Bunton, Mel B, Mel C, Geri Halliwell och Victoria Beckham. tillsammans med Paul Wilson och Andy Watkins för gruppens debutalbum "Spice" som gavs ut i november 1996. Låten är influerad av tidig 90-talspop och har en touch av disco från sent 70-tal. Texten handlar om livet i rampljuset och hur det förstöra vissa människor.
Låten blev en kommersiell succé och Melanie Chisholm, som sjunger lead i låten, fick mycket beröm för sin sång av många popkritiker. Den släpptes som en dubbel-singel tillsammans med låten "Mama" i mars 1997 och blev gruppens fjärde förstaplacering på engelska topplistan - i rad! Dessutom sålde singeln platina och låg bland de tio mest sålda i många europeiska länder, likväl som i Nya Zeeland samt topp 20 i Australien, Frankrike och Norge.